# Fibonacci-csoport
Az m elem által generált Fibonacci-csoportnak nevezzük és {\displaystyle F(2,m)}-mel jelöljük az alábbi definiáló relációkkal megadott csoportot:
{\displaystyle \langle x_{1},x_{2},\dots ,x_{m}|x_{i}x_{i+1}=x_{i+2}\rangle ,}
ahol az indexek modulo {\displaystyle m} értendők.

## Konkrét Fibonacci-csoportok
{\displaystyle F(2,m)} csak az {\displaystyle m=1,2,3,4,5,7} esetekben véges:
| {\displaystyle m} | {\displaystyle F(2,m)} szokásos elnevezése                             | A csoport rendje   |
| ----------------- | ---------------------------------------------------------------------- | ------------------ |
| {\displaystyle 1} | triviális csoport                                                      | {\displaystyle 1}  |
| {\displaystyle 2} | triviális csoport                                                      | {\displaystyle 1}  |
| {\displaystyle 3} | kvaterniócsoport                                                       | {\displaystyle 8}  |
| {\displaystyle 4} | {\displaystyle \mathbb {Z} _{5}}, ötelemű ciklikus csoport             | {\displaystyle 5}  |
| {\displaystyle 5} | {\displaystyle \mathbb {Z} _{11}}, tizenegy elemű ciklikus csoport     | {\displaystyle 11} |
| {\displaystyle 7} | {\displaystyle \mathbb {Z} _{29}}, huszonkilenc elemű ciklikus csoport | {\displaystyle 29} |